# Zvv Veerhuys/Desko
Zaalvoetbalvereniging Veerhuys is een zaalvoetbalvereniging uit Hoorn die werd opgericht in 1978. De club speelt de thuiswedstrijden in Sportcentrum Vredehof.
Het eerste team van de vereniging komt uit in de Topdivisie. Het eerste team stond zes maal in de finale om het Nederlands kampioenschap zaalvoetbal. Driemaal behaalde het team de landstitel. Ook werd tweemaal de Supercup en vijfmaal de Beneluxcup gewonnen. Veerhuys levert diverse spelers aan het Nederlands Futsalteam. Tevens komen drie spelers uit voor Jong Oranje.
In het seizoen 2009-2010 wilde de hoofdsponsor Desko doorstoten naar de Nederlandse top. Hiertoe werden veel nieuwe spelers gehaald met lucratieve contracten, vooral buiten de regio. Ook werd de succestrainer van de landskampioen KW/Ritmo aangetrokken, Marcel Neggers uit Eindhoven. Hiermee verbrak de club met haar traditie om met regionaal talent top zaalvoetbal te spelen.
Coach Marcel Neggers stapte in de winterstop op, na een blamerende uitschakeling in de beker. Hij kreeg het team niet op de rails. Assistent Antoine Gooyers werd net als in het seizoen 2008-2009 hoofdtrainer. Hij bereikte met dit team de play-offs.
Het tweede team, dat bestaat uit voornamelijk spelers tussen de 18 en 21 jaar, komt uit in de landelijke Eredivisie A. In het seizoen 2007/2008 behaalden zij als eerste reserve team in de historie de finale van de Nationale KNVB beker. Deze werd met 4-2 verloren van KW/Ritmo.
In het seizoen 2009/10 werd Veerhuys 2 kampioen van de Eredivisie A. Met vooral regionaal talent en jonge spelers bleven zij gerenommeerde zaalvoetbalclubs voor. In de schaduw van Veerhuys 1 startten zij de competitie met een compacte voorbereiding en welgeteld een oefenwedstrijd. Er werd gewonnen van het vernieuwde Veerhuys 1 met 7-4.
Naast de seniorenteams heeft de club een eigen jeugdopleiding. De afdelingen A, B en C komen allen uit in de hoogste klassen.

## Palmares
| Vice landskampioen Seizoen 1987-1988                               |
| Kampioen Landelijke klasse West 1 Seizoen 1988-1989                |
| Kampioen Landelijke klasse West 1 Seizoen 1989-1990                |
| Nederlands kampioen Seizoen 1992-1993                              |
| Winnaar Supercup Seizoen 1993-1994                                 |
| Winnaar Beneluxbeker Seizoen 1993-1994                             |
| Nederlands kampioen Seizoen 1995-1996                              |
| Winnaar Supercup Seizoen 1996-1997                                 |
| Winnaar Beneluxbeker Seizoen 1996-1997                             |
| Vice landskampioen Seizoen 1996-1997                               |
| Deelname EK Moskou voor clubteams mei-97                           |
| Vice landskampioen Seizoen 1998-1999                               |
| Winnaar Beneluxbeker Seizoen 1999-2000                             |
| Nederlands kampioen Seizoen 1999-2000                              |
| Winnaar Beneluxbeker Seizoen 2000-2001                             |
| 3e plaats IFC Ford Genk toernooi Seizoen 2000-2001                 |
| Bekerfinalist Seizoen 2002-2003                                    |
| Winnaar Beneluxbeker Seizoen 2003-2004                             |
| Jong Veerhuys kampioen Hoofdklasse A Seizoen 2005-2006             |
| Halve finale K.N.V.B. beker Seizoen 2005-2006                      |
| Jong Veerhuys kampioen 1e Divisie A Seizoen 2006-2007              |
| Halve finale Play-offs Seizoen 2006-2007                           |
| Jong Veerhuys finalist KNVB beker Seizoen 2007-2008                |
| Jong Veerhuys promoveert via play-offs naar eredivisie A 2007-2008 |
| Jong Veerhuys kampioen eredivisie A 2009-2010                      |